# Шокри, Мония
Мония Шокри, также Монья Шокри (фр. Monia Chokri; род. 27 июня 1983, Квебек, Канада) — канадская актриса театра и кино.

## Биография
Мония Шокри родилась 27 июня 1983 года в Квебеке.
Свою актёрскую карьеру начала после окончания учёбы в Консерватории драматических искусств Монреаля в 2005 году.
Сыграла нескольких знаменитых ролей в театральных постановках в Монреале, также получая заметные роли в фильмах, представленных на Каннском кинофестивале. Дебют на больших экранах состоялся в 2007 году, в роли Азизы, в комедийно фэнтезийной драме режиссёра Дени Аркана, в фильме «Век помрачения». В 2010 году сыграла роль Мари в мелодраме «Воображаемая любовь», молодого и перспективного режиссёра Ксавье Долана. Далее, вновь она снимается в фильме Ксавье Долана под названием «И всё же Лоранс», где главные роли исполнили Мельвиль Пупо, Сюзанн Клеман и Натали Бай. В 2015 году Шокри сыграла роль в канадской драме режиссёра Андре Тюрпена «Эндорфин». В числе её актёрских работ — роли в фильмах «Лечить животных», «Посчитай свои раны» и «Голодные Z».
Её дебют как режиссёра состоялся в 2013 году, когда Мония Шокри выпустила короткометражный фильм «Необычный человек» (фр. Quelqu'un d'extraordinaire). Картина победила в номинации «Лучший короткометражной фильм» канадской кинопремии Prix Iris. Первым полнометражным фильмом Шокри стала картина «Девушка моего брата», победившая в одной из номинаций программы «Особый взгляд» 72-го Каннского кинофестиваля. В 2023 году на экраны вышел фильм «Природа любви».

## Фильмография
| Год  | Название (оригинальное)            | Русское название               | Роль                 |
| ---- | ---------------------------------- | ------------------------------ | -------------------- |
| 2007 | L'âge des ténèbres                 | Век помрачения                 | Aziza                |
| 2009 | N.T.N.E                            | —                              | La femme             |
| 2010 | Mirador                            | —                              | Patricia infirmière  |
| 2010 | Les amours imaginaires             | Воображаемая любовь            | Мари                 |
| 2010 | Les rescapés                       | —                              | Tanya                |
| 2011 | Plus rien ne vouloir               | —                              | Luce                 |
| 2012 | Laurence Anyways                   | И всё же Лоранс                | Стефи                |
| 2012 | Clémenceau                         | Клемансо                       | Charlotte Beauséjour |
| 2013 | Charlotte Beauséjour               | Гар дю Нор                     | Joan                 |
| 2014 | Entre chien et loup                | —                              | Sophie               |
| 2014 | Mensonges                          | —                              | Fanny Caron          |
| 2014 | La trilogie du canard              | —                              | Sofia                |
| 2014 | Je suis à toi                      | Я твой                         | Audrey               |
| 2014 | Nouvelle Adresse                   | —                              | Magalie Lapointe     |
| 2015 | Le Pédophile                       | —                              | Johanne              |
| 2015 | Puisqu’il le faut                  | —                              | —                    |
| 2015 | Endorphine                         | Эндорфин                       | Mère de Simone       |
| 2015 | The Saver                          | —                              | Adoree               |
| 2015 | Yesterday, Today, Yesterday        | —                              | Maya                 |
| 2016 | Réparer les vivants                | Лечить живых                   | Жанна                |
| 2016 | Compte tes blessures               | Посчитай свои раны             | —                    |
| 2016 | Slurpee                            | —                              | —                    |
| 2017 | Sur-Vie                            | —                              | Véronique Dufaux     |
| 2017 | Les affamés                        | Голодные Z                     | Таня                 |
| 2018 | Les scènes fortuites               | —                              | Josie                |
| 2018 | L’appartement                      | —                              | Suzie                |
| 2018 | We Are Gold                        | —                              | Marianne             |
| 2019 | Avant qu’on explose                | —                              | Psy                  |
| 2019 | On ment toujours à ceux qu’on aime | Мы лжём всегда тем, кого любим | Jewell Stone         |